# N764 (België)
De N764 is een Belgische gewestweg in de plaats Neerpelt. De 2,5 kilometer lange route begint op de Norbertinessenlaan bij de Bermstraat en gaat vervolgens over op de Groenstraat, Stationsstraat en Sellekaertsstraat. Hierbij ligt de route voor ongeveer 1,5 kilometer parallel aan de Spoorlijn 19 en passeert het station Neerpelt. Op het eind sluit de route aan op de N712, die eerder ook al gekruist werd.